# San Gabriel (Ekwador)
San Gabriel – miasto w Ekwadorze, w prowincji Carchi, stolica kantonu Montúfar. Przez miejscowość przebiega Droga Panamerykańska E10.